# Aeropuerto Vanguardia
Aeropuerto Vanguardia (IATA: VVC, OACI: SKVV) es una terminal aérea ubicada a las afueras de la ciudad de Villavicencio, Meta (Colombia).
En el 2007 recibió una extensión en la pista de 300 m, pasó de 1700 a 2.000 m, lo cual permite la llegada de aviones de carga como el B727 y aeronaves comerciales de mayor capacidad, el nuevo plan del gobierno estudia la posibilidad de ejecutar obras de ampliación de pista de 2,0 a 2,5 km ya los predios están comprados, solo se espera la autorización para empezar a ejecutar las obras.
Operan en él las aerolíneas Avianca,  easy fly ,Viva air y Satena, en diciembre de 2007 comenzó a operar la aerolínea de bajo costo Clic Air, pero en enero de 2008 fueron suspendidos los vuelos desde y hacia este Terminal Aéreo para el mejoramiento de sus instalaciones en la terminal de pasajeros, construcción de la terminal de carga y ampliación de la pista  unos 500 metros, pasando de 2000 metros a 2500 metros, la AERONÁUTICA hizo vuelos de prueba en los que llegaron a trabajar en dos condiciones técnicas que hacen falta para que el aeropuerto Vanguardia de Villavicencio pueda empezar la operación nocturna, una es balizar 38 puntos altos de la ciudad y la otra es la señalización y demarcación de la pista y la plataforma del aeropuerto, según informó el administrador del aeródromo, Cristian Fabián Baquero Martínez.
Se esperan las operaciones de la aerolínea de bajo costo VivaAir, la aerolínea  Clic Air, retomara próximamente los vuelos desde y hacia esta terminal aérea con 7 frecuencias diarias, para el año 2019 durante la crisis de la vía al llano la aerolínea low Cost Wingo operó tres frecuencias semanales en Boeing 737 7, siendo el avión más grande de pasajeros en operación frecuente a este aeródromo, para octubre de 2019  Avianca operó vuelos con A 319 y A 320 y retorna en 2022 a este tipo de aeronaves 
En la actualidad es uno de los aeropuertos con el mayor número de Douglas DC-3 en operación regular de carga y pasajeros del mundo.

## Historia
Este proyecto se materializó gracias a la decisión de la Sociedad Colombo Alemana de Transporte Aéreo (SCADTA), de construir en Apiay un Aeródromo con equipos de radio, radiofaro, estación meteorológica y maquinaria para sondeos de vuelo entre otros, de los equipos de aviación moderna del país. Su apertura significó la redención para esta extensa región, que percibió por primera vez el beneficio de la aviación comercial representada en la movilización de pasajeros y carga.
Delio Gómez, primer administrador recuerda entre los pioneros a los capitanes Lewis H. Holman, avanzado piloto norteamericano y conocido como "El Lobo del Aire" y Jaime Nieto, quien hizo una de las carreras más gloriosas de la aviación. Se inició de simple mensajero y al lado de Holman aprendió a volar y hoy cumbre con todo éxito, competencia y seguridad las rutas en los modernos "Contelation".
Aprovechando esa oportunidad, la empresa de aviación Aerovías Ramales Colombianas, (ARCO) bajo la dirección de los capitanes de aviación Juan Hoffmann y Federico Hertzhusser, se vincula a la región. Adquieren "la Finca Piñalito de 50 hectáreas de extensión, que está situada junto a los terrenos del Aeródromo de Apiay en Villavicencio" allí construyen hogares, un edificio para los talleres y una casa de habitación para los empleados.
Para facilitar el transporte de los pasajeros y de la carga que se movilizaba, se adquirió y puso en servicio entre la población de Villavicencio y el campo aéreo de Apiay un moderno bus de pasajeros y un camión con el fin de democratizar al máximo los transportes aéreos, de los Llanos Orientales, fijó tarifas… muy bajas, casi a precio de transporte en mula para la movilización de artículos de primera necesidad, víveres, cerveza, cemento, etc.
Anunciaba que dentro de este plan, en el curso de estos días se comenzaría a llevar la sal de las salinas de Cumaral y Upín a diversas regiones de los Llanos, especialmente a las sabanas de San Martín, San José de Surimena y San Juan de Arauca. El primer lote de sal que se movilizará será de 100.000 arrobas (123 toneladas). Destaca el récord de transporte de pasajeros entre los diversos puntos de los Llanos Orientales. En tres días de la semana movilizó 30 personas, la mayoría estudiantes, entre Villavicencio, Casanare, Medina y San Martín".
"El Aeródromo Nacional de Apiay": como consecuencia del conflicto internacional con el Perú, (1932 – 1934) en el cual se defendía la soberanía nacional en el trapecio Amazónico, se instaló la base aérea de San José del Guaviare, No obstante, por los problemas de orden técnico y operacional que tuvieron que afrontar, se vieron en la necesidad de reubicarla.
Llama la atención la presión ejercida por la sociedad metense para que la capital de la Intendencia del Meta fuera nueva sede de la Base Aérea. El artículo titulado "La Aviación En Los Llanos Orientales" firmado bajo del seudónimo de "Un Llanero", expresa lo siguiente: "El establecimiento de bases aéreas en los Llanos Orientales es freno para nuestros ambiciosos vecinos. El meta es lugar como ninguno apropiado para las maniobras que la institución requiere, ofreciendo como campos de aterrizaje forzado el estrecho de nuestras pampas orientales (…) El valeroso y conocidísimo aviador, señor capitán Camilo Daza, tan querido en la región del Meta, en donde en varias ocasiones he estado de visita por la vía del aire, puede suministrar al gobierno valiosos datos al respecto y confiarnos sea nuestro más eficaz defensor en causa tan justa".
Realizadas las consultas del caso, el Gobierno Nacional expide el decreto 3916 de diciembre de 1947, creando el aeródromo Nacional de Apiay, auxiliar de la Base de Madrid y desde el cual se operaban aviones de transporte y apoyo táctico, misión que lo hizo conocer como Escuadrón Mixto de los Llanos Orientales".
Esta determinación varió el objeto inicial para el cual SCADTA construyó el citado Aeródromo, lo cual obligó a crear un nuevo aeródromo donde actualmente se establece junto al río guatiquia y en el piedemonte de la cordillera oriental.
Construida por Avianca e inaugurada el 28 de febrero de 1949, viejo, estacionado a un lado de la pista Vanguardia, como un abuelo que desde su silla mecedora ve pasar el tiempo, se encuentra Catalina, un avión anfibio bimotor protagonista de la aeronavegación llanera hace más de 40 años. El aeroplano, mencionado por Germán Castro Caycedo en su libro El Alcaraván, es parte de la historia de los 60 años que el sábado próximo cumple el aeropuerto Vanguardia de la ciudad de Villavicencio.
La pista forma parte de la historia en donde varios pilotos, que hoy prefieren mantener su nombre en reserva, recuerdan cómo a principios de los 90 muchos deseaban aprender a manejar un aeroplano para, desde aquí, llegar a pistas clandestinas del narcotráfico y ‘coronar’ un cargamento de droga en el exterior. Otros, añoran el pasado cuando en la cabecera del Vanguardia se reunían los caucheros que traían su producto de la selva para comercializarlo, durante otra de las bonanzas que ha atravesado el Llano. O la presencia del director de cine Oliver Stone, quien estuvo en las frustradas liberaciones de secuestrados en diciembre de 2007.

## Aerolíneas y destinos

### Destinos nacionales
Se brinda servicio a 8 ciudades, dentro del país a cargo de 3 aerolíneas.
| Arauca                                                    | Aeropuerto Santiago Pérez                       | SATENA            | AT72        | 2      |
| Bogotá                                                    | Aeropuerto Internacional El Dorado              | Avianca / SATENA  | A320 / AT72 | 10 / 7 |
| Cali                                                      | Aeropuerto Internacional Alfonso Bonilla Aragón | Clic Air          | AT72        | 3      |
| La Macarena                                               | Aeropuerto de La Macarena                       | SATENA            | B190        | 2      |
| Medellín                                                  | Aeropuerto Olaya Herrera                        | Clic Air          | AT72        | 7      |
| Mitú                                                      | Aeropuerto Fabio Alberto León Bentley           | Clic Air / SATENA | AT72 / E145 | 3      |
| Puerto Carreño                                            | Aeropuerto Germán Olano                         | SATENA            | E145        | 3      |
| Puerto Inírida                                            | Aeropuerto César Gaviria Trujillo               | SATENA            | E145        | 4      |
| San José del Guaviare                                     | Aeropuerto Jorge Enrique González Torres        | SATENA            | E145        | 2      |
| Total: 9 destinos, 3 aerolíneas, 43 frecuencias semanales |                                                 |                   |             |        |

## Destinos y rutas finalizadas
Aerolíneas extintas:
- Arkas
  - Medellín / Aeropuerto Internacional José María Córdova

- AeroTACA
  - Bogotá / Aeropuerto Internacional El Dorado
  - Yopal / Aeropuerto El Alcaraván
  - San José del Guaviare / Aeropuerto Jorge Enrique González Torres

- Viva Air Colombia
  - Cartagena / Aeropuerto Internacional Rafael Nuñez
  - Medellín / Aeropuerto Internacional José María Córdova

Aerolíneas operativas:
- Clic Air
  - Bogotá / Terminal Puente Aéreo

- LATAM Colombia
  - Bogotá / Aeropuerto Internacional El Dorado (Finalizó en octubre de 2015)

- Satena
  - Araracuara / Aeropuerto de Araracuara
  - Cali / Aeropuerto Internacional Alfonso Bonilla Aragón
  - La Chorrera / Aeropuerto La Chorrera
  - La Macarena / Aeropuerto Javier Noreña Valencia
  - Medellín / Aeropuerto Enrique Olaya Herrera
  - San José del Guaviare / Aeropuerto Jorge Enrique González Torres
  - Tame / Aeropuerto General Gabriel Vargas Santos

- Wingo
  - Bogotá / Aeropuerto Internacional El Dorado